# Velika kineska glad
Velika kineska glad (kineski: 三年大饥荒, „tri godine velike gladi”) bio je period u istoriji Narodne Repulike Kine (NRK) koji je karakterisala široko raširena glad između 1959. i 1961. Neki naučnici su takođe uključili godine 1958. ili 1962. Velika kineska glad se široko smatra najsmrtonosnijom glađu i jednom od najvećih katastrofa izazvanih čovekom u istoriji čovečanstva, sa procenjenim brojem smrtnih slučajeva usled gladi koji se kreće u desetinama miliona.
Glavni faktori koji su doprineli gladi bili su politika Velikog skoka unapred (1958. do 1962) i narodnih komuna, pored nekoliko prirodnih katastrofa kao što je suša koja se dogodila tokom tog perioda. Tokom Konferencije o sedam hiljada zvaničnika početkom 1962. godine, Lju Šaoći, drugi predsedavajući NRK, formalno je pripisao glad 30% prirodnim katastrofama, a 70% greškama koje je čovek uzrokovao („三分天灾, 七分人祸”). Nakon pokretanja reformi i otvaranja, Komunistička partija Kine (CPC) zvanično je izjavila u junu 1981. da je glad uglavnom bila posledica grešaka Velikog skoka napred, kao i antidesničarske kampanje, pored nekih prirodnih katastrofe i Kinesko-sovjetskog raskola.

## Terminologija
Pored naziva „Tri godine velike gladi” (uprošćeni kineski: 三年大饥荒; tradicionalni kineski: 三年大饑荒; pinjin: Sānnián dà jīhuāng), ova katastrofa je poznata pod mnogim drugim nazivima.
Vlada Narodne Republike Kine ovaj period naziva:
- Pre juna 1981,  „Tri godine prirodne katastrofe” (uprošćeni kineski: 三年自然灾害; tradicionalni kineski: 三年自然災害; pinjin: Sānnián zìrán zāihài).
- Nakon juna 1981, „Tri godine teškoća” (uprošćeni kineski: 三年困难时期; tradicionalni kineski: 三年困難時期; pinjin: Sānnián kùnnán shíqī).

## Literatura
- Ashton, Basil, Kenneth Hill, Alan Piazza, Robin Zeitz (децембар 1984). „Famine in China, 1958–61”. Population and Development Review. 10 (4): 613—645. JSTOR 1973284. doi:10.2307/1973284.. , pp. 613–645.
- Banister, J (1984). „Analysis of Recent Data on the Population of China”. Population and Development. 10 (2)..
- Becker, Jasper (1998). Hungry Ghosts: Mao's Secret Famine. A Holt paperback : history. Holt. ISBN 0-8050-5668-8. OCLC 985077206.
- Cao Shuji (јануар 2005). „The Deaths of China's Population and Its Contributing Factors during 1959–1961”. China's Population Science.
- State Statistical Bureau, ур. (1984). China Statistical Yearbook.. China Statistical Publishing House, 1984. pp. 83, 141, 190.
- State Statistical Bureau, ур. (1991). China Statistical Yearbook.. China Statistical Publishing House, 1991.
- State Statistical Bureau, ур. (1985). China Population Statistical Yearbook.. China Statistical Bureau Publishing House, 1985.
- Coale, Ansley J., Rapid Population Change in China, 1952–1982, National Academy Press, Washington, D.C., 1984.
- Dikötter, Frank (2010). Mao's Great Famine: The History of China's Most Devastating Catastrophe, 1958–62. Walker & Company. ISBN 978-0-8027-7768-3.
- Gao. Mobo (31. 7. 2007). Gao Village: Rural Life in Modern China. University of Hawaii Press. ISBN 978-0-8248-3192-9.
- Gao. Mobo (20. 2. 2008). The Battle for China's Past: Mao and the Cultural Revolution. Pluto Press. ISBN 978-0-7453-2780-8.
- Jiang Zhenghua (蔣正華),  "Method and Result of China Population Dynamic Estimation", Academic Report of Xi'a University, 1986(3). pp. 46, 84.
- Li Chengrui(李成瑞): Population Change Caused by The Great Leap Movement, Demographic Study, No.1, 1998 pp. 97–111
- Li. Minqi (2008). The Rise of China and the Demise of the Capitalist World Economy. Monthly Review Press. ISBN 978-1-58367-182-5.
- Peng Xizhe (децембар 1987). „Demographic Consequences of the Great Leap Forward in China's Provinces”. Population and Development Review. 13 (4): 639—670. JSTOR 1973026. doi:10.2307/1973026.. , pp. 639–670
- Thaxton. Ralph A. Jr (5. 5. 2008). Catastrophe and Contention in Rural China: Mao's Great Leap Forward Famine and the Origins of Righteous Resistance in da Fo Village. Cambridge University Press. ISBN 978-0-521-72230-8.
- Yang, Dali (1996). Calamity and Reform in China: State, Rural Society and Institutional Change since the Great Leap Famine. Stanford University Press..
- Yang Jisheng. Tombstone (Mu Bei – Zhong Guo Liu Shi Nian Dai Da Ji Huang Ji Shi). Cosmos Books.. (Tian Di Tu Shu), Hong Kong 2008.
- Yang Jisheng. "Tombstone: An Account of Chinese Famine in the 1960s" (墓碑 － 中國六十年代大饑荒紀實 (Mubei – Zhongguo Liushi Niandai Da Jihuang Jishi), Hong Kong: Cosmos Books (Tiandi Tushu), 2008,  978-988-211-909-3 . By 2010, it was appearing under the title: 墓碑: 一九五八-一九六二年中國大饑荒紀實 (Mubei: Yi Jiu Wu Ba – Yi Jiu Liu Er Nian Zhongguo Da Jihuang Shiji) ("Tombstone: An Account of Chinese Famine From 1958–1962").
- Yang Jisheng. Tombstone: The Untold Story of Mao's Great Famine, Yang Jisheng, Translators: Stacy Mosher, Guo Jian, Publisher: Allen Lane (30 October 2012),  978-184-614-518-6 (English translation of the above work)
  - Translated into English and abridged. Yang Jisheng, Tombstone: The Great Chinese Famine, 1958–1962. ISBN 978-0374277932., Farrar, Straus and Giroux (30 October 2012), hardcover, 656 pp.
- Official Chinese statistics, shown as a graph. „Data – Population Growth”, Land Use Systems Group (LUC), Austria: International Institute for Applied Systems Analysis (IIASA), Архивирано из оригинала 4. 9. 2005. г.
- Demeny, Paul; McNicoll, Geoffrey, ур. (2003), „Famine in China”, Encyclopedia of Population, 1, New York: Macmillan Reference, стр. 388—390
- Amartya Kumar Sen (1999). Development as freedom. Oxford University Press. ISBN 978-0-19-289330-7. Архивирано из оригинала 3. 1. 2014. г. Приступљено 14. 4. 2011.
- Chang, Gene Hsin; Wen, Guanzhong James (1997). „Communal Dining and the Chinese Famine of 1958–1961”. Economic Development and Cultural Change. 46 (1): 1—34. ISSN 0013-0079. JSTOR 10.1086/452319. S2CID 154835645. doi:10.1086/452319.

## Spoljašnje veze
- Sue Williams (director), Howard Sharp (editor), Will Lyman (narrator) (1997). China: A Century of Revolution. WinStar Home Entertainment.
- „一段不容忽视的历史：大饥荒”. BBC News 中文 (на језику: кинески). Приступљено 22. 4. 2020.